# U型管
U型管是化学实验中常用的一种仪器，一般为U型的透明玻璃管或者塑料管，有多种大小型号，可以盛装液体或者固体。在物理学中U型管是一种连通器。
U型管在多种化学实验中都可以使用，例如碱石灰、无水氯化钙等固体干燥剂都可以装在U型管中用于干燥气体，在一些实验中也可以将U型管置于冰盐水中用于冷凝液化气体，还可以将五水硫酸铜装在U型管中，用以检验水的存在。